# Microsoft Entourage
Microsoft Entourage var programvara från Microsoft som innehöll bland annat e-postklient, kalender och adressbok. Programvaran ingick i programvarupaketet Microsoft Office men har nu ersatts av en Mac-version av Outlook. Den senaste versionen av Entourage var version 2008. Första versionen som fungerade i Mac OS var v.X (version X) och hade till skillnad mot tidigare inget stöd för Mac OS 9 och äldre versioner av Mac OS Classic. Den sista versionen som fungerade med Mac OS 9 och äldre är version 2001 som dock inte fungerar under Mac OS X.
Utseendet i version 2001 påminde starkt om utseendet i Microsofts Mac-version av programmet Outlook Express för att i och med v.X få ett helt nytt utseende som i princip stämde överens med utseendet i version 2004.
Microsoft har en motsvarande produkt för Windows (och numera även för Mac OS X) som heter Outlook. Entourage och Outlook var dock inte exakt samma program utan skilde sig på vissa punkter när det gäller funktioner och utseende.